# 스리랑카의 시간
스리랑카의 시간은 2006년 4월 15일을 기해 스리랑카 표준시 (SLST, UTC+05:30)를 공식적으로 제정하여 사용하고 있다.
과거 사용하던 시간의 UTC 오프셋은 다음과 같다. 또한 일광 절약 시간 제도가 사용되는 시기도 있었다.
- UTC+05:30
- UTC+06:00
- UTC+06:30

## IANA 표준 시간대 데이터베이스
IANA 시간대 데이터베이스에는 zone.tab 파일에 Asia/Colombo라는 이름의 시간대가 등록되어 있는데 스리랑카 표준시를 뜻한다.

## 같이 보기
- 스리랑카 표준시